# Этридж, Рой
Рой Этридж (англ. Roe Ethridge; 1969, Майами, США) — современный американский фотограф.

## Биография
Рой Этридж родился в 1969 в Майами, Флорида. Он получил степень бакалавра в области фотографии в Колледже искусств в Атланте, после покинул южные штаты, чтобы работать в Нью-Йорке. Его работы выставлялись на большом количестве групповых выставок, включая «Photographers on Photography» в Музее Метрополитен; на биеннале Музея Уитни; «The Americans» в The Barbican Center, Лондон; «Greater New York» в Музее современного искусства, Нью-Йорк. В 2005 Институт современного искусства в Бостоне устроил персональную выставку работ Этриджа.

## Творчество
Образы Этриджа связаны с его непосредственным восприятием мира, он стремится выхватить яркие и личные детали. Делая это, он свободно перемещается по классическим жанрам фотографии — портрет, пейзаж и натюрморт. Сочетая сглаженность стоковой фотографии с концептуальным взглядом на её конструкцию, Этридж изучает линию разлома между созданием образа и запечатлением окружающего мира. Будь то пейзаж из окна в Бруклине или работа с моделями, он сглаживает редакционные аспекты каждого снимка. Этридж целенаправленно ткет случайность повседневной жизни в каждой фотографии, напоминая зрителю о размытости между придуманным образом и реальностью.

## Персональные выставки
| - 2009 Sunset Studio, Gladstone Gallery, Брюссель - 2009 Farewell Horse, Rat Hole Gallery, Токио - 2008 Andrew Kreps Gallery, Нью-Йорк - 2008 Roe Ethridge, Sutton Lane, Париж - 2007 Mai 36 Galerie, Цюрих - 2007 Medium, St. Barthélemy - 2007 Greengrasssi, Лондон - 2006 Apple and Cigarettes, Gagosian Gallery, Беверли Хиллз | - 2005 County Line Plus Town and Country, Andrew Kreps Gallery, Нью-Йорк - 2005 County Line, Green Grassi Gallery, Лондон - 2004 Art Basel Statement, Art Basel 34, Базель - 2004 Andrew Kreps Gallery, Нью-Йорк - 2003 Greengrassi Gallery, Лондон - 2002 The Bow, Andrew Kreps Gallery, Нью-Йорк | - 2000 Andrew Kreps Gallery, Нью-Йорк - 2000 Robert Pearre Gallery, Tucson AZ - 1999 Floral Arrangements & Neutral Territory, Galerie Oliver Schweden, Мюнхен - 1999 Neutral Territory, Vankin Schwartz Gallery, Атланта - 1999 Neutral Territory, Anna Kustera Gallery, Нью-Йорк - 1998 Hidden Branches, Anna Kustera Gallery, Нью-Йорк - 1997 Floral Arrangements, Scalo Galerie, Цюрих |